# Morgongiori
Morgongiori (sardisk: Mragaxòri) er en by og en kommune (comune) i provinsen Oristano i regionen Sardinien i Italien. Byen ligger i 351 meters højde og har 720 indbyggere (2016). Kommunen har et areal på 45,2 km² og grænser til kommunerne Ales, Curcuris, Marrubiu, Masullas, Pompu, Santa Giusta, Siris og Uras.